# Morti nel 1516
| Questa pagina contiene informazioni ricavate automaticamente dalle voci biografiche con l'ausilio del template Bio e di un bot. L'aggiornamento è periodico e automatico e ricostruisce completamente la pagina. Se manca una persona in questa lista, sei pregato di non aggiungerla, ma accertati piuttosto che la sua voce biografica contenga il template Bio e che i dati anagrafici siano correttamente compilati. Se il template Bio manca, inseriscilo tu stesso o, in alternativa, metti l'avviso {{tmp\|Bio}} che ne segnala la mancanza. Se i dati riportati sono sbagliati, correggi direttamente la voce biografica; le modifiche saranno visibili in questa lista entro pochi giorni. Per chiarimenti vedi il progetto biografie. La lista contiene solo le 45 persone che sono citate nell'enciclopedia e per le quali è stato implementato correttamente il template Bio. Pagina aggiornata al 26 giu 2025. |

- 20 gennaio - Juan Díaz de Solís, esploratore spagnolo (n. 1470)
- 23 gennaio - Ferdinando II d'Aragona, re (n. 1452)
- 13 marzo - Ladislao II di Boemia, re (n. 1456)
- 17 marzo - Giuliano de' Medici, duca di Nemours, sovrano e poeta italiano (n. 1479)
- 20 marzo - Battista Spagnoli, poeta, religioso e pittore italiano (n. 1448)
- 30 marzo - Giovanni Muzzarelli, poeta italiano
- 18 aprile - Giovanni IV d'Amboise, francese (n. 1440)
- 10 maggio - Ugolino di Vieri, poeta italiano (n. 1438)
- 15 giugno - Giovanni Antonio Boltraffio, pittore italiano (n. 1467)
- 15 giugno - Marco Vigerio della Rovere, cardinale e arcivescovo cattolico italiano (n. 1446)
- 27 giugno - Giovanni Battista da Vercelli, medico e chirurgo italiano
- 6 luglio - Guglielmo de' Pazzi, politico italiano (n. 1437)
- 7 luglio - Kanze Nobumitsu, sceneggiatore e attore teatrale giapponese
- 9 luglio - Luis Mercader Escolano, diplomatico, vescovo cattolico e monaco cristiano spagnolo (n. 1444)
- 1º agosto - Luigi I d'Orléans-Longueville, conte (n. 1480)
- 7 agosto - Federico Sanseverino, cardinale italiano
- 9 agosto - Hieronymus Bosch, pittore fiammingo (n. 1453)
- 5 settembre - Tommaso Inghirami, letterato e umanista italiano (n. 1470)
- 18 settembre - Battista Visconti, italiano
- 21 settembre - Mōri Okimoto, militare giapponese (n. 1492)
- 16 ottobre - Giuliano da Sangallo, architetto, ingegnere militare e scultore italiano (n. 1445)
- 17 ottobre - Francesco della Lora, architetto e scultore italiano
- 14 novembre - Antonio Maria Pallavicino, condottiero e politico italiano
- 29 novembre - Giovanni Bellini, pittore italiano
- 6 dicembre - Pietro Margano, condottiero italiano (n. 1485)
- 13 dicembre - Giovanni Tritemio, esoterista, storico e scrittore tedesco (n. 1462)
- Giovanni Battista Bertucci il Vecchio, pittore italiano
- Emanuele Boccali, condottiero greco
- Baldassarre Carrari, pittore italiano
- Muzio Colonna, nobile e condottiero italiano
- Benedetto Crivelli, condottiero italiano
- Lorenzo Fasolo, pittore italiano
- Giacomo Gherardi, diplomatico e presbitero italiano (n. 1434)
- Giovanni III di Navarra, re (n. 1469)
- Pietro Griffo, vescovo cattolico italiano (n. 1469)
- Antonio Lombardo, scultore e architetto italiano (n. 1458)
- Sigmund Mayr, tipografo tedesco
- Novello da San Lucano, architetto e compositore italiano
- Obadiah di Bertinoro, rabbino italiano (n. 1455)
- Hans Ried, funzionario
- Biagio Rossetti, architetto italiano
- Qansuh al-Ghuri, egiziano (n. 1446)
- Salim at-Toumi, sovrano arabo
- Bernardino Fungai, pittore italiano (n. 1460)
- Alfonso I del Carretto, nobile italiano (n. 1457)